# Tamaki Tokuyama
Pour les articles homonymes, voir Tokuyama (homonymie).
Tamaki Tokuyama (徳山 璉, Tokuyama Tamaki), 28 juillet 1903 - 28 janvier 1942, est un baryton de formation classique et un célèbre chanteur de musique populaire au début de l'ère Shōwa au Japon.

## Biographie
Tamaki Tokuyama naît le 28 juillet 1903 dans un village du district de Kōza (préfecture de Kanagawa), à l'ouest de Yokohama, au Japon. Après avoir terminé sa formation au lycée, il s'inscrit à l'école de musique de Tokyo (plus tard intégrée dans l'université des arts de Tokyo). Après y avoir terminé ses études, il devient membre du corps professoral de la Musashino Academia Musicae (en).
En 1930, il signe un contrat avec la Nippon Victor Company auprès de laquelle se déroule toute sa carrière. Sa chanson Samouraï Nippon (侍ニッポン), dont les paroles sont fondées sur un roman éponyme de Jiromasa Gunji populaire à l'époque, est un succès en 1931, succès suivi peu après de la chanson comique Runpen Bushi (ルンペン節) ; « Runpen » est adapté du mot allemand pour « chiffon » ou « vagabond ». Les paroles amusantes de la chanson et sa qualité semblable à celle d'une opérette lui valent une grande popularité et font de Tokuyama l'un des plus grands chanteurs vedette de la Nippon Victor Company au cours des années 1930.
En 1932, il enregistre avec Fumiko Yotsuya un duo intitulé Tengoku ni musubu koi (天國に結ぶ戀), inspiré par un fameux double suicide survenu à Sakatayama plus tôt cette année-là.

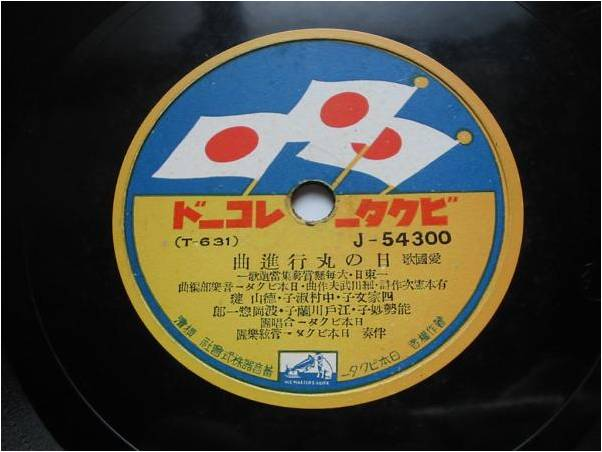
Enregistrement (1938) Nippon Victor Company de la Marche de Hinomaru chantée par Tamaki Tokuyama en compagnie de Fumiko Yotsuya, Toshiko Nakamura, Taeko Nose, Ranko Edogawa, Sōichirō Namioka et le Nippon Victor Orchestra.

Tokuyama devient plus tard un fervent amateur de gunka et enregistre des versions très populaires de chansons telles que la Marche de Hinomaru (日の丸行進曲) et la Marche patriotique (愛國行進曲). Les rééditions sur 33 tours et CD de ses enregistrements dans les décennies suivantes ont eu tendance à se concentrer sur ses enregistrements de ce genre musical.
Tokuyama est également un célèbre acteur qui apparaît souvent avec son ami, le comique Roppa Furukawa. Il continue par ailleurs sa carrière de chanteur classique d'opéra, de lieder et de chansons. Il fait de notable apparitions dans les productions japonaises de Carmen et Hänsel und Gretel et chante la partie de basse dans des représentations de la Symphonie nº 9 de Beethoven. Bien que sa carrière comme chanteur classique est une partie importante de la vie de Tokuyama, elle reste largement inconnue car il a réalisé très peu d'enregistrements classiques et aucun d'eux n'a jamais été réédité en dehors des 78 tours originaux.
En 1935, Tokuyama se marie et s'installe dans la ville de Kugenuma près de son village natal. Il meurt prématurément de complications d'un sepsis le 28 janvier 1942 à l'âge de 38 ans. Tokuyama est enterré dans le cimetière du Jōkō-ji à Fujisawa.

## Discographie partielle
- 1930 : Tattake taiko (叩け太鼓)
- 1931 : Aika (哀歌, Élégie de Jules Massenet en japonais (avec Kunihiko Hashimoto au violon)
- 1931 : Samurai Nippon (侍ニッポン)
- 1931 : Runpen bushi (ルンペン節)
- 1932 : Tengoku ni musubu koi (天國に結ぶ戀)
- 1932 : Yoru no sakeba ni (夜の酒場に)
- 1933 : Koi ni naku (戀に泣く)
- 1937 : Aikoku kōshinkyoku (愛國行進曲)
- 1937 : Sararīman-yo (サラリーマンよ)
- 1938 : Maru-maru bushi (〇〇ぶし)
- 1938 : Hinomaru kōshinkyoku (日の丸行進曲)
- 1940 : Tonarigumi (隣組)